# La tienda maldita
La tienda maldita ((超」怖い話Ａ闇の鴉 Chō kowai hanashi A: yami no karasu)?), es una película de terror japonés de 2004 dirigida por Yoshihiro Hoshino y basada en el trabajo escrito de Yumeaki Hirayama. El lugar donde se desarrolla la historia es un almacén donde suceden muertes espantosas de los clientes que hacen compras allí. Es la primera versión teatral de la serie Cho Kowai Hanashi.

## Resumen
La historia se centra en una tienda de ultramarinos embrujada, el efecto perturbador que tiene sobre los propietarios y otros residentes locales, y las muertes espeluznantes de los clientes que realizan sus compras allí.

## Trama
Dos estudiantes, Yuko y su amigo, habían llegado a donde Yuko Mitsuya estaba que no puede entrar en la tienda. Ella se aleja demasiado y es atropellada por un camión.
Ryouko Kagami, un representante de la cadena de Cosmo Mart, está buscando  tomar Mitsuya en la cadena en nombre de su jefe, Tejima. Ella explica a los dueños de la tienda, el Sr. y la Sra. Kitura, que Tejima no podía venir porque sufrió en un accidente. Él sr. Kitura preguntas para obtener más información, Ryouki explica que sus pies fueron amputados, que el Kituras se divierte. Kitura le dice que debe hacer el inventario como Tejima prometió antes de que se les permita  la existencia de productos Cosmo Mart. Nao Niigaki, la joven que trabaja en el turno de la mañana, a tiempo parcial, se hace amiga de Ryouko. Ryouko va a hacer el inventario y un cliente en un abrigo de invierno con capucha entra y empieza a leer una revista. Nao intenta obtener un buen vistazo a su cara, pero solo puede ver la oscuridad. Más tarde, un hombre entra y compra un producto a 666 yenes. Mientras caminaba hacia su casa,  el hombre se encuentra con una bola blanca que se ha lanzado desde un callejón oscuro. Coge la pelota y entra en el callejón donde una voz le pide que vuelva la bola. Él camina en la oscuridad, desaparece, y el balón es rebotada fuera de nuevo.
Si bien las clases Nao las bebidas en el congelador, se ve un par de ojos mirándola. Ryouko, mientras se hace el inventario, se encuentra un producto que expiró hace tres años. Ella cuestiona a los Kituras, que siguen sin comprender mirando a la cámara de vídeo de la tienda. Dos cuervos se estrellan contra la ventana hasta matarse. Nao y Ryouko va a fuera a investigar, cuando el Kituras son de alguna manera ya está presente con una manguera. Ellos manguera fuera de la línea sigue, riéndose locamente. La parte del turno de noche del temporizador, Komori, toma posición Nao. Esa noche, un hombre y una mujer comprar productos de ¥ 699 yenes y 999, respectivamente. De camino a casa, la mujer es acosada por un hombre con un martillo, que finalmente aparece dentro de su apartamento y la ataca.
Al día siguiente, Ryouko recibe una llamada de Tejima, quien le dice que "toda persona tiene los pies" antes de la señal se convierte en estática. Tejima pone el teléfono y murmura "Los fantasmas no tienen pies" y continúa para ver pasar a la gente en su silla de ruedas. Esa noche, Komori sirve el hombre encapuchado que se encontraba en la tienda el día anterior. Los registros de hasta ¥ 44.44444, Komori y mira hacia arriba y se encuentra sólo en lo negro de la campana. El hombre entonces jefe de las Fuerzas de Komori interior de la campana. Komori sale en estado de shock y pánico. Ryouko llega y ve que uno de los ojos Komori ha monstruosamente sobresalían de sus órbitas. El Kituras sonrisa sin expresión en Komori. Ryouko toma su turno para él y vende productos a una mujer por 666 y un hombre cuyo total fue originalmente 907 hasta que fue hipnotizado por bollos al vapor. Compra uno y los cambios de precio a 999. Esa noche, la mujer (el que compró productos con anterioridad y cuyo total fue de 666) fue la cocción de alimentos para su novio hasta que se produjo un apagón. Abre su nevera para encontrar un largo pasillo iluminado. Confundido, se cierra y la luz vuelve a su casa. Abre de nuevo para encontrar a una muchacha pálida que sale del corredor. Ella sale y sigue para acercarse a la mujer. Una mano aparece detrás de ella y ella se da vuelta para encontrar a la chica. La mujer toma el cuchillo y la apuñala. La cámara revela que la chica detrás de ella en realidad era su novio y que ella sólo ve el fantasma. La mujer después se demuestra que se han asfixiado con una bolsa sobre su cabeza, no se sabe si se suicidó o el fantasma terminó de hundirlo. 
La cámara hace un zoom sobre una foto en la nevera de ella y su novio, con el fantasma desfigurar la mitad de su cara. Esa misma noche, el hombre (el que había sido hipnotizado por bollos al vapor, y cuyo total ascendía a 999) se encuentra en una casa de baños Japón. Paga el viejo frente que está mirando fijamente la pantalla y entra en la casa de baños. Mientras tomaba un baño, se encontró una mancha de sangre extraña, sombras en movimiento, y el pelo de alguien. Cuando sale del baño, se resbala en el pelo y queda inconsciente. Cuando se despierta, el viejo es sobre él preguntándole si está bien. El viejo de repente agarra la cabeza del hombre y rompe la cabeza en la esquina de una superficie que pueda matarlo. Él agarra a la escuela LABARTHE hasta matarlo. Esa misma noche, Nao es caminar hasta que llega a un tren con un tren que lo atraviesa. El hombre encapuchado aparece e intenta tirar de ella hacia el tren. Ella se resiste hasta que el tren pasa y se pierde el hombre encapuchado.
Si bien en su camino al trabajo, Nao encuentra a una mujer sin hogar que le dice que vaya con ella para saber más sobre la tienda. Nao examina el coche de bebé de la mujer está tratando de encontrar una muñeca de porcelana en ese país. Nao se va con la mujer, mirando hacia atrás para encontrar Komori mirada perdida en el espacio como el Kituras. Nao y hablar de la mujer en el parque. Ryouko, pasando por, se une a ellos. La mujer revela que el dueño de la tienda era un hombre muy malo que abusaron de todo el mundo. Aunque la construcción de la tienda, el dueño abusaba de su contratista de muchas maneras con el dinero. El contratista, en cólera, rompió todas las lápidas de las personas que no tienen familia y se utiliza para construir los fragmentos de la fundación. Esto explica por qué la tienda está encantada. Ryouko Nao dice que dejar de trabajar allí.
Nao planes para salvar a Komori antes de que se vuelve loco como el Kituras. Nao llega a la tienda para encontrar Komori en el baño hipnotizado por los ojos de un fantasma. El fantasma atrae hacia ella hasta que Komori Nao lo salva. Komori, recuperando su mente, sale corriendo de la tienda donde, bajo el sol, se bautiza en el río. Tira la chaqueta, recupera la compostura, y se va con Nao. Ryouko, caminando hacia Mitsuya al trabajo, encuentra una silla de ruedas rodando por la colina. Temija le dice todos los fantasmas no tienen pies y es feliz. Ryouko le da las gracias y se aleja de Mitsuya.
La película se remonta al principio, ahora en la vista de Yuko donde ella ve las almas torturadas en la tienda.

## Reparto
- Kyōko Akiba es Ryōko Kagami.
- Yumeaki Hirayama es DFJ News anchorman.
- Takaaki Iwao es Komori, the night-shift clerk.
- Etsuyo Mitani es Store owner's wife.
- Hiroko Satō es Nao Shingaki.
- Osamu Takahashi es Store owner.
- Susumu Terajima es Akira Tejima.